# 葭森健介
葭森 健介（よしもり けんすけ、1953年 - ）は、日本の中国史研究者である。徳島大学総合科学部教授。

## 経歴
1953年、石川県で生まれた。埼玉大学教養学部教養学科中国文化コースで学び、1977年に卒業。名古屋大学大学院文学研究科に進み、谷川道雄の指導を受けた。1979年に博士前期課程を修了。1982年、名古屋大学大学院文学研究科博士後期課程を単位取得満期退学。
1983年、日本学術振興会奨励研究員に採用された。1986年、徳島大学総合科学部専任講師に就いた。1988年に同助教授、1998年に同教授昇格。2019年3月に徳島大学を定年退職し、名誉教授となった。

## 研究内容・業績
専門は東洋史で、中国中世史。 六朝、貴族制、地域社会、九品中正制度、吏部に関する研究が多い。また、内藤湖南研究も手掛けている。

## 著作
共著
- 『中国貴族制社会の研究』川勝義雄・礪波護編、京都大学人文科学研究所 1987

「『山公啓事』の研究」葭森
- 『東洋の知識人：士大夫・文人・漢学者』渭陽会編集、朋友書店 1995

事典執筆
- 『角川 世界史事典』阿部謹也編、角川書店 2001

「安世高」ほか55項目分を分担執筆
- 『中国思想文化事典』溝口雄三・丸山松幸・池田知久編編、東京大学出版会 2001

「忠・孝」ほか6項目分を分担執筆
論文
- 葭森1980「晋宋革命と江南社会」『史林』63-2
- 葭森1981「中国史における貴族制に関する覚書」『名古屋大学東洋史研究報告』7
- 葭森1982「『清簡』と『威恵』」『名古屋大学東洋史研究報告』8
- 葭森1986「魏晋革命前夜の政界」『史学雑誌』95-1
- 葭森1989「『清』の時代」『歴史と地理』411
- 葭森1992「上海図書館蔵鈔本建康実録考」『徳島大学総合科学部紀要』5
- 葭森1992「中国史研究における『社会』と『人間』の把握をめぐって」『中国-社会と文化』7
- 葭森1993「門閥貴族支配及清的理念」『文史哲』1993-3, 山東大学文史哲編輯委員會
- 葭森2004「中国古代史分期問題與基層社会的視角」『人文論叢』Vol.2002, 44-52頁.
- 葭森2003「華夷意識からみた古代東アジアの国際秩序」『徳島大学総合科学部人間社会文化研究』10, 67-69頁.
- 葭森「西晋における吏部官僚 西晋期における政治動向と吏部人事」『名古屋大学東洋史研究報告』Vol23、25-53頁、1999年
- 葭森2001「地域社会の視点・共同体論・基層社会」『名古屋大学東洋史研究報告』25, 35-50頁.
- 葭森2004「書評 安田二郎著『六朝史の研究』」『東洋史研究』62-4, 729-739頁.
- 葭森2006「中国貴族制研究の原点：明治における封建・中世論の導入と東洋史研究の形成」『徳島大学総合科学部人間社会文化研究』13, 1-10頁.
- 葭森2007「書評 中村圭爾著『六朝江南地域史研究』」『法制史研究』57, 305-314頁.
- 葭森2008「内藤湖南の『文化』史について」『研究論集』5, 31-45頁.
- 葭森2008「漢学から東洋史へ：日本近代史学における内藤湖南の位置」『東アジア文化交渉研究別冊』3, 57-73頁.
- 葭森2010「中国史における中世について：漢魏革命と唐宋変革」『研究論集』8, 137-148頁.
- 葭森2012「東アジア世界の形成と中国の皇帝権」、『徳島大学総合科学部人間社会文化研究』20, 35-50頁.
- 葭森2012「均田農民の『分』：魏晋南北朝隋唐における農民の社会的生存権について」『研究論集』10, 75-87頁.
- 葭森2014「中国の『貴族』」、『歴史と地理』674, 48-51頁.
- 葭森2014「徳島県美馬町出身の東洋史研究者をめぐって：佐田豊八と曽我部静雄の郷里郡里」『書論』40, 197-199頁.